# Туркменски тепих
Туркменски тепих (туркм. Türkmen haly) је врста ручно рађеног текстила за под који традиционално потиче из централне Азије. Треба разликовати оригиналне туркменске племенске простирке и тепихе који се данас производе у великом броју за извоз углавном у Пакистану и Ирану. Оригиналне туркменске простирке производила су туркменска племена која су главна етничка група у Туркменистану, а живе и у Авганистану и Ирану. Користе се у различите сврхе, укључујући простирке за шаторе, завесе за врата и торбе различитих величина.
Традиционална туркменска уметност израде тепиха уписана је на Репрезентативну листу нематеријалног културног наслеђа човечанства од стране Међувладиног комитета за заштиту нематеријалног културног наслеђа Унеска 2019. године.

## Историја
Пре неколико векова, скоро све туркменске ћилиме су производила номадска племена готово у потпуности од локално добијених материјала, животињске вуне и биљних боја или других природних боја. Користили су геометријске дизајне који су варирали од племена до племена; најпознатија су Јомуди, Ерсари, Сарик, Салур и Теке. Неправилности, које су многи колекционари тепиха сматрали делом шарма, биле су прилично честе јер су природни материјали варирали од серије до серије, а вунена основа или потка се могу растегнути, посебно на разбоју који се редовно склапа за транспорт и поставља изнова у другом логору. У скорије време су се појавиле велике радионице ћилима у градовима, мање је неправилности, а технологија се донекле променила. Од око 1910. године, синтетичке боје се користе заједно са природним. Величина номадских тепиха је ограничена на оно што се може урадити на номадском преносивом разбоју; у селима су се одувек производили већи ћилими, сада све чешћи. Употреба памука за нити основе и потке такође је постала уобичајена.
Теписи произведени у великим количинама за извоз у Пакистану и Ирану и који се продају под именом туркменски ћилими се углавном производе синтетичким бојама, са памучним основама и поткама и вуненим влакнима. Они имају мало заједничког са оригиналним туркменским племенским теписима. У овим извозним ћилимима коришћени су различити узорци и боје, али најтипичнији је дизајн Бухаре, који потиче од главног тепиха Текеа, често са црвеном или смеђом позадином. Други дизајн је изведен из главног тепиха Ерсарија, са осмоугаоним дизајном слонове ноге. Музеј туркменског тепиха, који чува примерке оригиналних туркменских племенских простирки, налази се у Ашхабаду.
Многе авганистанске простирке са традиционалним туркменским дизајном праве етнички Туркмени који живе у овој земљи. Авганистан производи много ћилима, углавном за извоз, а многи од њих су у дизајну "Бухара". Међутим, постоје и неки авганистански теписи који користе туркменске дизајне.

## Значај за Туркменистан
Крајем 20. века, ткање ћилима у Туркменистану постало је један од најважнијих сектора привреде. Године 1992. Дан туркменског тепиха званично је постао државни празник, који се слави сваке године последње недеље у мају. Међу модерним туркменским ћилимима издваја се највећи светски ручно рађен тепих укупне површине 301 м2, који је исткан 2001. године, а 2003. године ушао у Гинисову књигу рекорда.

### Хералдика
Вертикална трака заставе Туркменистана приказује пет главних узорака туркменских тепиха. Ови обрасци су приказани са секундарним фигурама распоређеним дуж ивица. Обрасци одражавају национално јединство Туркменистана. Пет традиционалних мотива тепиха на црвеном диску грба Туркменистана представљају пет главних племена или кућа и представљају традиционалне и верске вредности земље. Ова туркменска племена у традиционалном реду су Теке, Јомуди, Арсари, Човдур и Сарик.
|                       |                   |                               |                               | |
| Застава Туркменистана | Грб Туркменистана | Грб Туркменистана (1992—2000) | Грб Туркменистана (2000—2003) | Грб Туркменистана као републике у саставу Совјетског Савеза (1937-1991) и пост-независног Туркменистана (1991-1992) |

### Министарство тепиха
Државно удружење Туркменхали је главни снабдевач на светском тржишту туркменских тепиха ручне израде од чисте вуне из Туркменистана. Основне делатности корпорације су производња и продаја туркменских тепиха и ћилима, очување традиције ручног ткања ћилима, рестаурација старих ћилимских украса и предмета.

### Музеј туркменског тепиха
Указом председника Туркменистана од 20. марта 1993. године у Ашхабаду је створен Музеј туркменског тепиха. Музеј тепиха је један од културних центара Туркменистана, који има око 2.000 изложених експоната тепиха, укључујући и ретке. На пример, музеј има најмањи производ од тепиха, дизајниран да се носи са кључевима. Музеј се бави и рестаурацијом старих тепиха. То је изазован процес; неки вешто ткани стари примерци садрже и до 1.350.000 чворова. Музеј се стално ажурира, а његови запослени врше претрагу и састављају колекције старих тепиха. Нова зграда Националног музеја туркменских ћилима има укупну површину од 5089 м2. Музеј је такође домаћин међународних научних форума и конференција.

### Велики градови који производе тепихе
Берекет има туркменску фабрику за ткање ћилима која ради од 1923. године.